# Acaulospora spinosa
Acaulospora spinosa är en svampart som beskrevs av C. Walker & Trappe 1981. Acaulospora spinosa ingår i släktet Acaulospora och familjen Acaulosporaceae.   Inga underarter finns listade i Catalogue of Life.